# 백미당
백미당은 남양유업의 아이스크림 및 유제품 매장 브랜드이다.